# Запорожский судостроительно-судоремонтный завод
ОАО «Запоро́жский судострои́тельно-судоремо́нтный заво́д» — предприятие по гражданскому судостроению и ремонту судов и кораблей для нужд речного и морского флота, расположенное в городе Запорожье (Украина). Филиал акционерной судоходной компании «Укрречфлот» (с 2001).

## Краткая история
Свою историю завод ведёт с 1913 года, когда были основаны судоремонтные мастерские, осуществлявшие постройку, ремонт и восстановление грузовых и пассажирских судов на Нижнем Днепре. С 1937 года — судоремонтный завод, на котором также строили буксиры и баржи.
Во время немецко-фашистской оккупации был разрушен. Восстановил свою деятельность в 1944 году и был в ведении Днепровского военно-восстановительного управления. С 1 августа 1945 года входил в систему управления Днепровского речного пароходства, с 18 июля 1956 подчинён Главному управлению Днепровского речного пароходства при Совете Министров УССР.

## Производственные мощности
Завод располагает следующими производственными мощностями:
- слип Г-150, для подъёма судов весом до 800 т, длиной до 90 м, шириной до 16 м;
- плавучий док для подъёма судов весом до 5 000 т длиной до 135 м, шириной до 20 м;
- кормоподъёмник для подъёма судов весом до 327 т;
- плавучая мастерская.

## Судостроение
В 2008 году спуском на воду в Запорожье акционерная судоходная компания «Укрречфлот» завершила производство серии из пяти несамоходных барж типа «Европа-М». Несамоходная баржа типа «Европа-М», строительство которых началось в 2005 году, были разработаны проектно-конструкторским бюро АСК «Укрречфлот» в 2004 году. Её длина составляет 76 м, ширина — 11,4 м, грузоподъемность — 2 080 тонн.